# Flugplatz Rothenburg/Görlitz

i7
i11
i13
Der Flugplatz Rothenburg/Görlitz (ICAO-Code: EDBR) ist ein Verkehrslandeplatz. Er liegt etwa vier Kilometer nördlich von Rothenburg/Oberlausitz. Er verfügt über zwei Start- und Landebahnen, eine 2000 Meter lange Asphaltbahn (b = 30 m) und eine 1200 Meter lange Graspiste (b = 40 m).

## Geschichte
Einst als Militärflugplatz für die sowjetische Besatzungsmacht geplant und 1954 in Betrieb genommen, diente der Flugplatz von 1954 bis 1990 militärischen Zwecken. Im Jahr 1991 erklärte die Bundeswehr nach der Wende die Bereitschaft zu einer – zunächst teilweisen – Privatisierung des Militärflugplatzes.

## Militärische Nutzung
Der Fliegerhorst wurde von 1954 bis 1956 durch die Gruppe der Sowjetischen Streitkräfte in Deutschland zur Stationierung von mittleren Bombern des Typs IL-28 genutzt.
Ab 1957 wurde der Flugplatz zunächst durch die damalige Fliegertechnische Schule Kamenz, die späteren Offiziershochschule der Luftstreitkräfte/Luftverteidigung Franz Mehring genutzt.
Vom 6. Januar 1961 bis 2. Oktober 1990 war der Flugplatz Stationierungsort für des Fliegerausbildungsgeschwader 15 (FAG-15) der Offiziershochschule für Militärflieger.
In den Jahren 1981/82 erfolgt ein weiterer Ausbau der Flugbetriebsflächen der Gebäude.

### Auflösung
Mit der Auflösung der NVA im Jahre 1990 wurden das FAG-15 und die Offiziershochschule aufgelöst. Rechtsnachfolger wurde das Bundeswehrkommando Ost und die 5. Luftwaffendivision. Die 57 Luftfahrzeuge vom Typ MiG-21SPS, MiG-21U, MiG-21US und MiG-21UM wurden stillgelegt, an Museen vergeben oder verschrottet.

## Zivile Nutzung

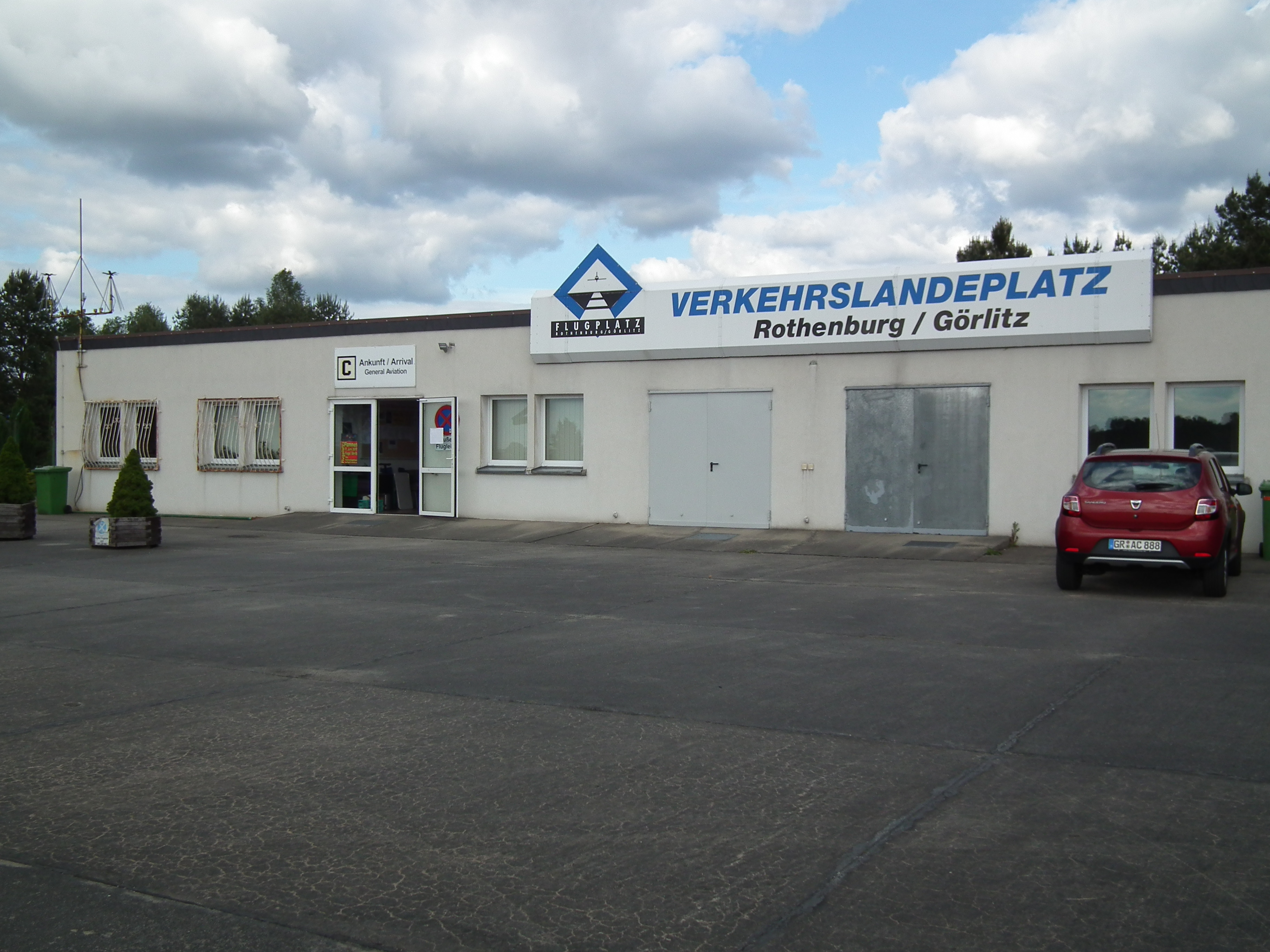
Flughafengebäude

Da die Bundeswehr nicht alle militärischen Anlagen der NVA übernahm, wurde der Militärflugplatz ab 1991 teilweise privatisiert.
Ab 1992 wurden Teile der Gebäude für schulische Zwecke genutzt (Gymnasium, Oberschule, Polizei-Fachhochschule). Durch die Ansiedlung luftfahrttechnischer Unternehmen und einer Reihe kleinerer Betriebe und Institutionen konnte die Infrastruktur für einen Flugplatz erhalten werden.
Zum 1. Januar 2000 wurde die Flugplatz Rothenburg/Görlitz GmbH gegründet, die heute den Flugplatz und den kleineren Flugplatz Görlitz betreibt.

## Zulassung
Für die Wiederaufnahme des Flugbetriebes für die allgemeine Luftfahrt am Verkehrslandeplatz Rothenburg/Görlitz wurden entsprechend der Zulassung die Genehmigungen für Start- und Landebahnen zur Regelung des örtlichen Flugbetriebes Rothenburg/Görlitz I-205/92, I-206/92, I-139/99, I-140/99 erteilt. Dieser Verkehrslandeplatz kann nunmehr von Flugzeugen bis zu 14,0 t Startgewicht auf der Asphaltstartbahn und bis zu 5,7 t Startgewicht auf der Gras-Runway genutzt werden. Weiter sind Drehflügler, Motorsegler, Segelflugzeuge, Ultraleichtflugzeuge, Ballonfahren, Fallschirmspringen, Gleitschirme und Hängegleiter zugelassen, zudem soll Luftschiffen das Anlegen erlaubt sein.
Eine Besonderheit ist die 3000 m lange Seilauslegestrecke für Höhenwindenstarts, womit Segelflugzeuge auf über 1000 m geschleppt werden können (einer von nur drei Standorten in Deutschland, zusammen mit dem Flugplatz Reinsdorf und Landsberg am Lech).